# San Marino al Festival de la Cançó d'Eurovisió Júnior
San Marino va ser l'únic país que va debutar al Festival de la Cançó d'Eurovisió Júnior en 2013.
El país tenia la intenció de participar-hi prèviament. No obstant això, el 7 d'octubre de 2011, Alessandro Capicchioni, cap de delgació de San Marino, va confirmar que el país es retirava de la competició a causa que no comptava amb el temps suficient per dur a terme una candidatura o preselecció nacional.
Finalment, el 25 d'octubre de 2013, San Marino va confirmar oficialment la seva participació en el Festival de la Cançó d'Eurovisió Júnior 2013. Aquesta va ser la seva primera aparició al certamen.

## Història
San Marino havia intentat anteriorment participar en el concurs el 2011, a Erevan, Armènia, però l'emissora nacional es va retirar abans del concurs perquè no havien trobat cap representant a temps. El 2013 i el 2015, San Marino va seleccionar el seu participant de manera interna, mentre que el 2014 va utilitzar "Vocine nuove Castrocaro" una selecció.
San Marino va debutar al concurs el 2013 a Kíev, Ucraïna. Segons Giovanni, el locutor dels punts de San Marino el 2013, San Marino va utilitzar un jurat.
El 2015, Michele Perniola, representant de San Marino el 2013, i Anita Simoncini, membre de la banda de noies The Peppermints que va participar el 2014, van ser escollides juntes per actuar al Festival d'Eurovisió 2015. San Marino va anunciar que no tornarien al concurs el 2016, i des de llavors no hi ha participat.

## Participació
Llegenda
| Any                                   | Seu     | Artista           | Cançó                     | Lloc | Punts |
| ------------------------------------- | ------- | ----------------- | ------------------------- | ---- | ----- |
| 2013                                  | Kíev    | Michele Perniola  | «O-o-O sole intorno a me» | 10   | 42    |
| 2014                                  | Marsa   | The Peppermints   | «Breaking my heart»       | 15   | 21    |
| 2015                                  | Sofia   | Kamilla Ismailova | «Mirror»                  | 14   | 36    |
| No hi va participar entre 2016 i 2023 |         |                   |                           |      |       |
| 2024                                  | Madrid  | Idols SM          | «Come Noi»                | 17   | 47    |
| 2025                                  | Tbilisi |                   |                           |      |       |